# Liste der Bodendenkmale in Cunewalde
In der Liste der Bodendenkmale in Cunewalde sind die Bodendenkmale der Gemeinde Cunewalde und ihrer Ortsteile nach dem Stand der Auflistung von Harald Quietzsch und Heinz Jacob aus dem Jahr 1982 aufgelistet. Eventuelle Änderungen und Ergänzungen, insbesondere aus der Zeit nach der Wende, sind nicht berücksichtigt, da für Sachsen aktuell keine neueren allgemein zugänglichen Bodendenkmallisten vorliegen. Die Baudenkmale sind in der Liste der Kulturdenkmale in Cunewalde aufgeführt.
| Denkmal-ID | Fundart            | Ortsteil      | Bezeichnung               | Zeitstellung    | Lage | Bemerkungen | Bild |
| ---------- | ------------------ | ------------- | ------------------------- | --------------- | --- | --- | ---- |
| ?          | Befestigung > Burg | Obercunewalde | Wasserburg                | Mittelalter     | im Ort, gesamter Gutsbereich mit Park und Stauanlagen                                                                            | durch Grabensystem befestigter Hof mit Vorstauanlagen, durch Überbauung und Einebnungen verändert, Schutz seit 29. Juni 1937, erneuert 20. September 1958    |      |
| ?          | besonderer Stein   | Obercunewalde | Gruppe von 2 Kreuzsteinen | Spätmittelalter | ostnordöstlich des Orts im Wald, nördlich der Straße nach Halbau                                                                 | Kreuz und Dolch auf einem, Gebildbrot und Armbrust auf anderem Stein eingezeichnet, Schutz seit 22. Oktober 1970                                             |      |
| ?          | Befestigung > Burg | Obercunewalde | Wallanlage                | Mittelalter     | nordwestlich von Kleindehsa auf dem Gipfel des Hochsteins, auf dem Gebiet der Gemarkungen Kleindehsa, Obercunewalde und Wuischke | Ringwall in Gipfellage, errichtet aus gesetzten Steinen unter Ausnutzung der natürlichen Klippen, Schutz seit 26. November 1936, erneuert 20. September 1958 |      |
| ?          | Befestigung > Burg | Weigsdorf     | Wasserburg                | Mittelalter     | im Ort, östlicher Gutsbereich, südlich des Teichs und der Straße                                                                 | durch Herrenhaus überbaut, trockene Grabenreste erkennbar |      |